# 圣奥诺雷街雅各宾修道院
圣母领报修道院（法語：couvent de l'Annonciation），又称圣奥诺雷街雅各宾修道院（couvent des Jacobins de la rue Saint-Honoré），是法国巴黎圣奥诺雷街历史上的一座多明我会修道院，位于圣奥诺雷市场广场的对面。1611年，修道院成立。1790年，根据国有化法令，修道院被关闭。在此之前，修道院的一些房间已经租给宪法之友协会（史称“雅各宾俱乐部”）。1794年，俱乐部被关闭。1806年，修道院建筑被拆除。